# Ваджет
Ваджет, Уаджет, Буто — в староєгипетській релігії богиня-змія, хранителька і захисниця Нижнього Єгипту.
Ваджет зображалася у вигляді жінки з головою змії, часто у вигляді голови кобри. Символ Ваджет — кобра — присутній на короні фараона, разом з символом своєї сестри — богині Верхнього Єгипту Нехбет — соколом, ототожнюючи єднання двох держав.
Стилізоване зображення Ваджет використовувалось в уреях.

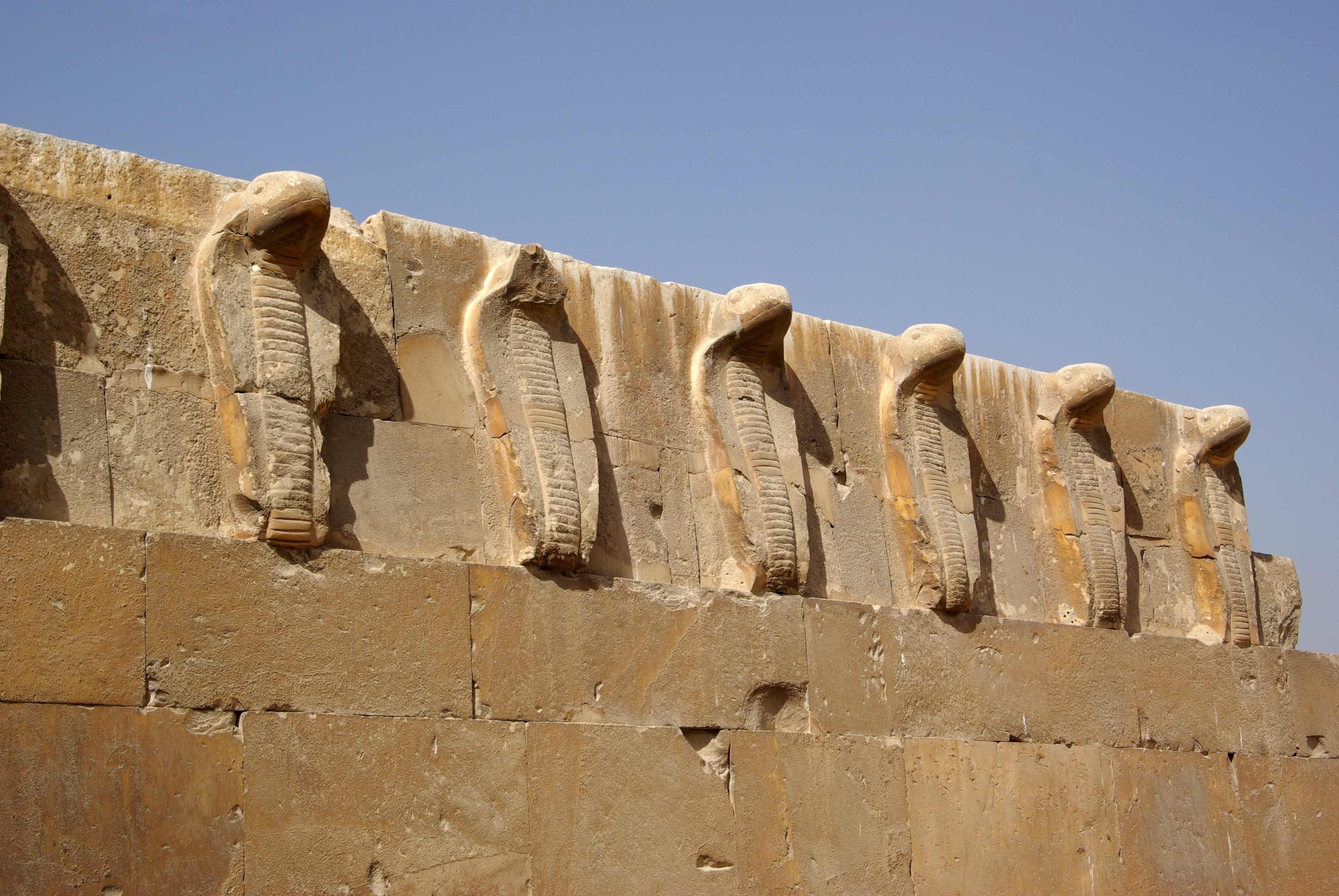
Уреї на пираміді Джосера.